# Haumania walkeri
Haumania walkeri är en strimbladsväxtart som beskrevs av Jisaburo Ohwi. Haumania walkeri ingår i släktet Haumania och familjen strimbladsväxter. Inga underarter finns listade.